# 포트파이어
포트파이어(FortFire)는 퍼즐과 슈팅, 그리고 전략 시뮬레이션이 혼합된 턴제 슈팅게임이다. 상대방의 성벽을 공격하고 자신의 성벽을 수리하는 방식의 게임이다. 나우콤이 2년간 극비리에 준비한 게임이라고 하며, 원래 프로젝트G라는 이름으로 테스트를 개시했으나 1차ST 중에 정식 이름인 '포트파이어'가 공개되었다. 네이버 플레이넷과 투니랜드에서 채널링 서비스를 했다. 그러나 아직 부족하다는 개발진의 판단으로 2011년 4월 1일부로 모든 서비스가 종료되었다.

## 게임 스토리
서기 2100년 지구의 모든 화석연료는 바닥을 드러내었다. 인간들은 태양계 밖으로의 탐사를 하여 젬마라는 자원을 발견하기에 이른다. 그러나 젬마는 이미 다른 외계문명의 목표물이었고 이로 인해 지구와의 분쟁이 불가피하게 되었다. 분쟁 초기 지구는 부족한 기술로 인해 전쟁에서 밀렸고, 수십만의 전사자가 생겼으며 인류문명은 멸망을 눈앞에 둔 듯 했다. 그러다 전투 중 납치되어 병기로 개조되었던 지구인들이 귀환하면서 외계인의 보유한 '변신강화기술'을 습득하게 되고 양산형 변신강화복을 개발하여 정규군에 보급하기에 이르렀다. 전세는 지구전의 양상으로 변모되었고, '개조인간'이라는 새로운 세력마저 개입하게 된다. 그들은 지구에서 추방당하고, 외계에서도 꺼리는 제3의존재로 전락해버렸고 복수심에 가득 차 세력을 규합하여 독자적인 세력을 만들기 시작한다.

## 캐릭터
- 레임 : 전쟁 중 만난 소녀를 찾기 위해 군에 입대한 열혈청년
- 마리아 : 외계인의 공습으로 부모를 잃고 이에대한 복수를 위해 참전한 당찬 소녀
- 아이엔 : 레임의 반쪽자리 펜던트 소녀, 전쟁중 외계세력에 의해 납치되어 병기로 강제 개조됨.
- 뮬리 : 아이엔을 개조한 외계종족의 박사. 사랑을 알게된후 자신이 개조한 병기가 지구에 해를 끼치는 것을 저지하기 위해 노력함.

## 게임 방법

### 조작법
- F1:도움말
- PrtScrn:스크린샷
- ↵ Enter:채팅
- F1:도움말
- Ctrl:(수리턴)타깃 홀드-블록을 잠시 저장한다 (공격턴)분노 발동-분노 게이지가 가득찼을경우 분노를 발동한다
- 1,2,3:(공격턴) 타깃변경
- ↑↓←→:화면이동 (w,s,a,d 키도 가능)
- 마우스 왼쪽버튼 : (공격턴)캐논 발사 (수리턴) 블록 놓기
- 마우스 오른쪽버튼 : (공격턴) 타깃 전환 (수리턴) 블록 회전
- 마우스 휠 : Zoom

### 인원
개인전, 보스모드의 경우 3명까지 입장이 가능하고, 팀전의 경우 6명까지 입장이 가능하다.

### 게임 방식
1. 거점 선택: 최초 1회, 게임이 시작하면 자신의 거점을 선택하고, 처음 무기를 배치한다.
2. 캐논 설치턴: 자신의 영역안에 캐논을 설치한다.(최대 15기) 제한시간은 5초
3. 공격턴: 캐논으로 상대방 성벽을 공격한다. 제한시간은 15초
4. 수리턴: 블록으로 자신의 부서진 성벽을 촘촘히 수리한다. 제한시간은 초보채널 40초, 자유채널 25초, 30초, 40초 중 선택이 가능하다.

### 게임 채널
2차 CBT 개편으로 모드가 사라졌다. 그 대신 채널이 생겼다.
- 초보채널: 견습병 계급과 훈련병 계급만 들어갈 수 있는 채널이다. 시간은 40초만 선택가능하고 자연재해는 사용하지 않는다. 그리고 처음에 캐논을 설치할 때 1개만 설치할 수 있다.
- 중수채널: 훈련병 계급과 보급병 계급만 들어갈 수 있는 채널이다.
- 자유채널: 모든 계급이 들어가는 채널이다. 자연 재해가 사용 가능하다.

### 승패 판정
수리 턴 후 성벽에 빈틈이 존재하면 패배하게 된다.

## 테스트
포트파이어는 현재 테스트 중인 게임이며, 정식 서비스 개시 일자는 현재 12월 15일로 예정되어 있다. 테스트 중에는 여러 퀘스트와 이벤트들이 준비되어 있으며, 한 줄 블로그에서 운영자, 이용자들과 이야기를 나눌 수 있었으나, 홈페이지 개편으로 인해 한 줄 블로그 대신 자유 게시판, 테스터 게시판 등이 생겼다.

### 시크릿테스트(ST)
2009년 7월 13일부터 19일까지 진행된 테스트이다. 이때 '포트파이어'라는 게임의 정식 이름이 공개되었다. 다양한 맵이 업데이트되었다. ST 종료 후 eStar 축제에서 포트파이어 오프라인 리그가 열려 일반인들에게 포트파이어가 알려지는 계기가 되었다.

### 게릴라테스트 999
2009년 9월 9일 진행된 테스트이다. 콤보시스템과 분노 모드, 그리고 새로운 모드가 추가되었다.

### 파이널 게릴라 테스트
2009년 12월 18일부터 21일까지 14시부터 22시까지 진행되었으며 시크릿테스트(ST)나 게릴라 테스트 999에 참가한 사용자는 시스템 변경으로 인해 모든 것이 초기화된다. 또한 사이트가 새롭게 탄생하였다.

### 클로즈 베타 일정
- 1차 : 2010.1.8~2010.1.14
- 2차 : 2010.2.19~2010.2.25

### 스페셜 게릴라 테스트
2010년 7월쯤의 파이널 cbt전 테스트이다. 2010년 6월 22일부터 7월 4일까지 모집기간이고, 게릴라테스트 기간은 6월 30일부터 7월 4일까지이며 평일은 19시~22시까지이며, 주말은 13시~16시까지로 되었다.

### 파이널 클로즈 베타
포트파이어의 마지막 클로즈베타이며, 임요환 프로모션이 진행된 클로즈베타이다. 테스트기간은 7월 15일부터 21일까지이며 오후 2시에서 6시까지 게임이 진행된다. 거친공격과 철벽방어팀중 승리팀이 28일 임요환과 경기를 할 수 있는 권한이 주어진다.

### 프리 오픈베타
7월 28일 오후 2시부터이며 포트파이어 사상 최초로 24시간동안 게임이 되는 베타이며, 거친공격팀이 승리해 28일 신도림 테크노마트 e스타디움에서 임요환과 경기를 하게 되고, 아프리카 플레이어로 중계한다. 12월 15일 오픈베타가 사실상 실시 되었다.

## 폐지
당시에 올렸던 유저의 글을 보면, 그때 포트파이어가 이미 서비스가 종료될 것을 어느 한 인터넷기사가 올렸을 때 운영진은 테스트가 종료된 것이지 서비스가 모두 종료 된 것이 아니라고 했다. 그러나 그 이후, 운영자의 서비스 종료라는 글이 올라오면서 4월 1일 홈페이지가 문을 닫았다.